# 文字検
実用日本語文字力検定（じつようにほんごもじりょくけんてい）（略称・「文字検」）とは、一般社団法人日本語力検定協会（旧名・日本漢字習熟度検定協会）が主催および認定している検定資格。ジョブ・カードに記載可能な資格。

## 概要
「実用日本語文字力検定（文字検）」は漢字知識以外に文法・敬語・読解・聴解（リスニング）を加えた総合的な日本語力を問う検定試験（コンピュータで合否判定 ※CBT）で、第1回の検定試験を2021年8月に全国約170会場で実施し、受検者は5,000名を超えた。その後も隔月（偶数月）で試験を実施している。

## 検定級
1級 - 6級の等級がある。
[ 検定級と習熟レベル ]
１級　※実施未定
準１級　高校入試程度（教育漢字1,026字に常用漢字から指定の500字で構成される漢字及び文章の読解・聴解　※現代文に加え、古語・古文も出題）
２級　中学校卒業程度（教育漢字1,026字に常用漢字から指定の500字で構成される漢字及び文章の読解・聴解）
３級　小学校卒業程度（教育漢字1,026字で構成される漢字及び文章の読解・聴解）
４級　小学5年修了程度（教育漢字835字で構成される漢字及び文章の読解・聴解）
５級　小学4年修了程度（教育漢字642字で構成される漢字及び文章の読解・聴解）
６級　小学3年修了程度（教育漢字440字で構成される漢字及び文章の読解・聴解）
７級　小学2年修了程度（教育漢字240字で構成される漢字及び文章の読解・聴解）
８級　小学1年修了程度（教育漢字80字で構成される漢字及び文章の読解・聴解）
[ 出題分野 ]
（１）漢字
書き順/部首/漢字の読み/例文から漢字/対義語/意味から熟語/同音異義語/類義語/四字熟語/ことわざ
（２）語彙
適切な言葉/類似した表現/言葉の使い方/敬語の表現
（３）文法
文法の形式/文の組立て/文章の文法
（４）読解
短文/中文/長文/二つの文章/主張の理解/情報の検索
（５）聴解　※リスニング
課題の理解/ポイントの理解/内容の理解/発話の表現/即時応答/会話の理解

## 受験資格
年齢・学歴・国籍などに関係なく、誰でも受検できる。ただし、無料の文字検マイページに登録する必要あり

## 試験会場
試験会場は各地域の学習塾教室・予備校を中心に、全国・海外で展開している。

## 検定対策教材
協会公式の検定対策教材として、「moji蔵システム（※ネット環境が必要）」がある。

## 合格基準
言語知識（漢字 - 語彙 - 文法）・読解・聴解（リスニング）の各分野で一定基準の正解率があり、全分野を通じて概ね80%程度の正解率があること。